# Parthenopaios
Parthenopaios (altgriechisch Παρθενοπαῖος Parthenopaíos, latinisiert Parthenopaeus, Parthenopeus) war ein argivischer oder arkadischer Held der griechischen Mythologie. 
Er war entweder der Sohn des Talaos und der Lysimache oder stammte aus der Verbindung der Atalante mit Meleagros, Sohn des Ares, oder auch des Ares selbst, Melanion oder Hippomenes und Talaos. Als Sohn der Atalante war er der Bruder des Adrastos von Argos.
Sein Leben, seine Abenteuer und sein Schicksal werden, teils in Anlehnung an die kyklische Thebais, bei Aischylos, Euripides und bei Statius überliefert. Seine Mutter setzte ihn auf dem Berg Parthenios aus, um den Anschein der Jungfräulichkeit zu wahren. Ein Hirte rettete ihn und zog ihn gemeinsam mit Telephos, dem Sohn der Auge und des Herakles, auf. Dem Telephos half er, die Invasion des Idas in sein Königreich zurückzuschlagen. Als Sieger im Bogenschießen ging er aus den ersten nemeischen Spielen hervor. Er hatte mit der Nymphe Klymene einen Sohn namens Promachos oder Tlesimenes.
Parthenopaios war einer der Sieben gegen Theben und starb laut Euripides bei der heimlichen Besichtigung der Stadtmauer Thebens durch die Hand des Periklymenos, der ein riesiges Stück der thebanischen Brüstungswehr aus der Mauer gerissen hatte und auf seinen Gegner warf. Bei Aischylos fiel er durch den Thebaner Aktor, den Bruder des Hyperbios. Anderen zufolge fiel er durch die Hand des Amphidikos.
Parthenopaios, dem bei Vergil Aeneas in der Unterwelt begegnet, galt als lakonisch und nur im Kriegsrausch erregbar.